# 主权主义
主权主义（英語：Sovereigntism、sovereignism或souverainism）是指对自身生存条件的控制概念，无论是在个人、社会群体、地区、国家还是全球层面。该术语通常用于描述国家或地区获得或维护政治独立的过程，主权主义者旨在“重新夺回控制权”，以对抗被视为强大的力量，这些力量可能是内部的颠覆性少数群体（如种族、性别或性取向群体），或是外部的全球治理机构、联邦制度和超国家联盟。主权主义一般倾向于孤立主义，并可能与某些独立运动相关联，但也被用来为侵犯其他国家独立的行为辩护。